# Janna Bitchevskaïa
Janna Vladimirovna Bitchevskaïa (russe : Жанна Владимировна Бичевская), née le 17 juin 1944 à Moscou (Union soviétique) est une artiste russe. Elle habite et travaille à Moscou.
Janna appelle son style « country-folk russe. » Son répertoire compte plusieurs centaines de chansons, dont le contenu est spirituel ou social ou inspiré par les poètes de l'Âge d'argent.

## Biographie
De 1966 à 1971, Janna Bitchevskaïa étudie à l'École nationale du cirque et de l'art de la scène, où elle étudie le chant avec Elena Petker, puis avec Irma Jaunzem.
Pendant ses études elle a commencé à rassembler des chansons populaires russes qu'elle chantait à la manière des bardes. Ensuite dans son activité les motifs religieux ont pris le dessus - les chansons de l'hiéromoine Roman (en) qui a béni un de ses albums. Dans les années 1990 et 2000 elle a chanté des chants patriotiques (Мы — русские, Nous les russes; Грозный царь, Le Terrible Tsar; Царь Николай, Le Tsar Nikolaï; Русский марш, Marche russe).
Dans beaucoup de ses chansons Bitchevskaïa exprime son attirance pour la monarchie et les valeurs traditionnelles, et son aversion contre l'Occident. Dans ses chansons on trouve des appels politiques radicaux, mais aussi pour l'unification des peuples slaves (Русский марш). Le clip de sa chanson Nous les Russes (Мы — русские) a causé un scandale dans l'ambassade américaine puisque l'on y voit des avions russes qui tirent des missiles de croisière, suivis de la scène du film Independence Day où les extraterrestres détruisent le Capitole des États-Unis.